# Walworth, London
Walworth är ett centrumdistrikt i Southwark i London. Distriktet ligger 1,9 kilometer sydost om Charing Cross och i närheten av Camberwell och Elephant and Castle. De största gatorna i distriktet är Old Kent Road, New Kent Road och Walworth Road. Ett flertal kända personer har bott i distriktet, däribland Charlie Chaplin, Michael Faraday och John Ruskin. 

## Kända personer
- Charlie Chaplin
- Sir Michael Caine
- Robert Browning
- John Ruskin
- Charles Upfold
- Charles Babbage
- Bill Bailey
- Walworth Jumpers
- Michael Faraday
- Samuel Palmer
- Frank Stubbs, mottagare av Viktoriakorset

## Kollektivtrafik
- Närmsta tunnelbanestation: Elephant & Castle
- Närmsta nationella järnvägsstation: Elephant & Castle